# Dan Carter
Daniel William Carter, detto Dan (Christchurch, 5 marzo 1982) è un ex rugbista a 15 neozelandese, in carriera attivo nel ruolo di mediano d'apertura.
Nazionale negli All Blacks fino alla fine della Coppa del Mondo di rugby 2015, detiene da luglio 2011 il record assoluto di punti marcati a livello internazionale (1598), quarto giocatore nella storia del rugby ad avere raggiunto i 1000 punti in test match dopo Neil Jenkins, Diego Domínguez e Jonny Wilkinson.
A tutto il 2020, inoltre, è sia il miglior marcatore del Rugby Championship con 554 punti sia del Super Rugby con 1706 punti in 141 incontri.
Vanta la vittoria nelle Coppe del Mondo del 2011 e del 2015 con gli All Blacks, benché al primo di tali traguardi abbia contribuito solo con due incontri, avendo dovuto abbandonare il torneo a causa di un infortunio.
In tre occasioni, inoltre, nel 2005, 2012 e 2015, fu nominato miglior giocatore World Rugby dell'anno.
Militò per quasi tutta la sua carriera in patria, per 14 stagioni nella provincia di Canterbury e per 13 stagioni nella franchise dei Crusaders in Super Rugby, competizione vinta tre volte, con un primo intermezzo in Francia al Perpignano tra il 2008 e il 2009; l'inizio del secondo periodo francese, un triennio al Racing 92, coincise con la fine della carriera internazionale di Carter dopo la vittoria nella Coppa del Mondo di rugby 2015.
Dopo due anni in Giappone al Kōbe Steelers tornò in Nuova Zelanda nella franchise di Super Rugby dei Blues di Auckland, suo ultimo club prima del ritiro annunciato il 20 febbraio 2021.

## Biografia

### Le origini
Cresciuto a Southbridge, cittadina di meno di mille abitanti a circa 45 km da Christchurch, figlio di Neville Carter, in gioventù estremo - mediano d'apertura della locale squadra di rugby, e di Beverly "Bev", insegnante, e fratello minore di Sarah, Carter pratica il rugby fin dall'età di cinque anni: i suoi genitori, per permettergli di allenarsi ai calci di punizione che usava tirare oltre il tetto della propria casa, spesso danneggiando la grondaia e mettendo a rischio l'incolumità dei vetri delle finestre, gli costruirono come regalo per il suo ottavo compleanno una porta da rugby con pali regolamentari in un appezzamento di terreno retrostante l'abitazione e appositamente acquistato.
I pali sono ancora presenti nella proprietà dei genitori di Carter e sono divenuti una sorta di attrazione turistica, e non è insolito che tuttora alcuni tifosi saltino la siepe che protegge il terreno e si accampino sotto la porta per un picnic.

### Il debutto professionistico
Studente alla High School Old Boys di Christchurch, nella cui squadra di rugby militò fino al 2000, l'anno seguente entrò nell'orbita della formazione provinciale di Canterbury, per la quale esordì in campionato nel 2002; pochi mesi dopo esordì anche nel Super 12 2003 nelle file dei Crusaders, la franchise professionistica di Canterbury.

### La fama internazionale
Alla fine della stagione di Super 12 il C.T. degli All Blacks John Mitchell convocò Carter, all'epoca nella posizione di tre quarti centro, e lo fece esordire a Hamilton in un test match contro il Galles; nell'occasione Carter contribuì con 20 punti, frutto di una meta, quattro trasformazioni e un calcio piazzato, alla vittoria neozelandese per 55-3.
Con soli tre test match alle spalle Carter fu convocato per la Coppa del Mondo di rugby 2003 in Australia; in tale torneo disputò 5 incontri, ma non la semifinale contro i padroni di casa degli Wallabies, che la Nuova Zelanda perse; fu ancora in campo per la finale del terzo posto vinta contro la Francia per 40-13.
Il 2004 fu l'anno della prima vittoria di rilievo di Carter, il campionato nazionale provinciale con Canterbury; a livello internazionale mancò la vittoria nel Tri Nations, finito al Sudafrica, e nei test match di fine anno in Europa esordì nella posizione di mediano d'apertura (contro l'Italia a Roma, vittoria per 59-10), che divenne da lì in avanti la sua posizione fissa in Nazionale.

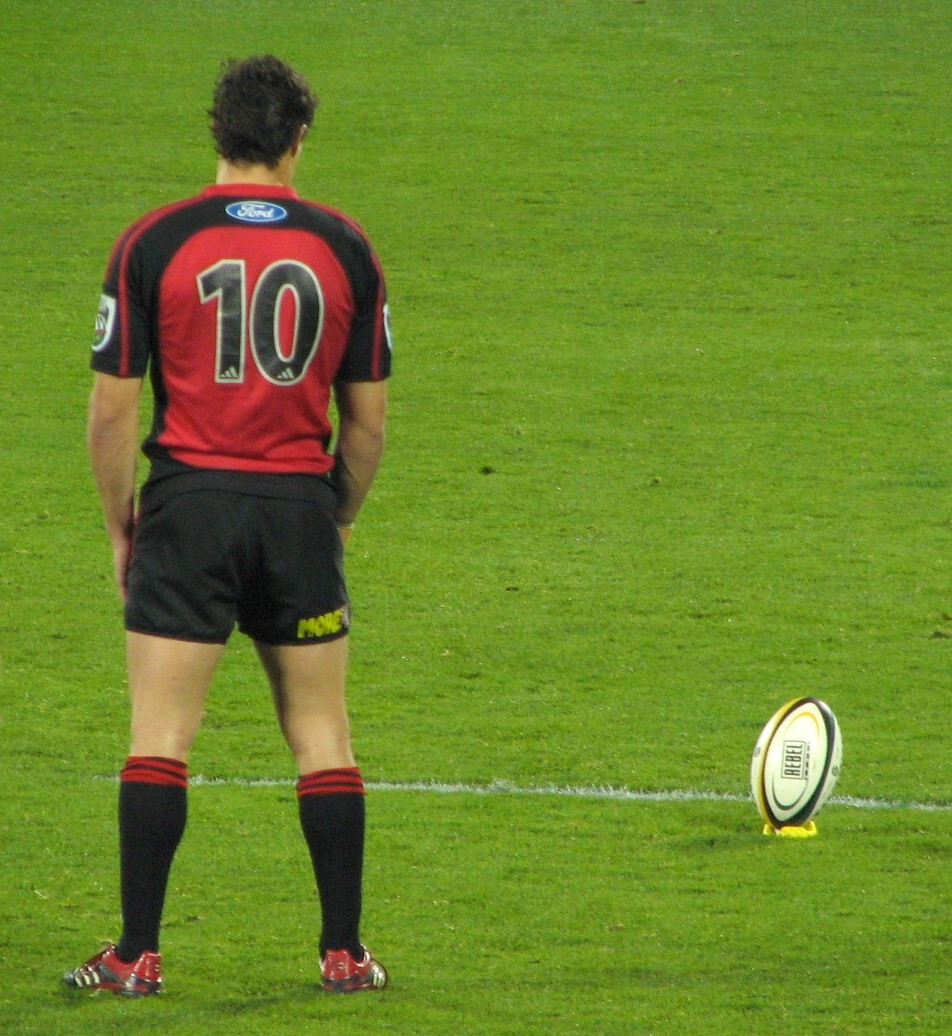
Carter nel 2006 mentre tenta una trasformazione

Il 2005 fu, invece, l'anno in cui Carter ottenne piena consacrazione internazionale: dopo la conquista del Super Rugby con i Crusaders giunse la vittoria per 3-0 degli All Blacks nella serie contro i British Lions in tour in Nuova Zelanda, la conquista del Tri Nations e il Grande Slam nel tour neozelandese di fine anno, cui Carter contribuì con 39 punti complessivi negli unici due incontri che in tale occasione disputò, 26 contro il Galles battuto 41-3 (due mete, altrettanti calci piazzati e cinque trasformazioni), e 13 contro l'Inghilterra sconfitta 23-19 (due trasformazioni e tre piazzati).
A fine tour giunse, per la prima volta, il riconoscimento dell'International Rugby Board quale miglior giocatore dell'anno, battendo la concorrenza degli altri quattro nominati al premio, i suoi connazionali Richie McCaw e Tana Umaga e i sudafricani Bryan Habana e Victor Matfield.
Il 2006 vide Carter bissare il successo in Super Rugby e, a livello internazionale, nel Tri Nations e successivamente nel tour in Europa, con quattro tappe tra Francia e Gran Bretagna e altrettante vittorie, con 72 punti personali.
L'anno successivo gli All Blacks furono in Francia per la Coppa del Mondo di rugby 2007; Carter scese in campo in solo tre incontri, incluso quello che fu fatale alla sua squadra, il quarto di finale perso contro la Nazionale di casa che costò l'eliminazione neozelandese.

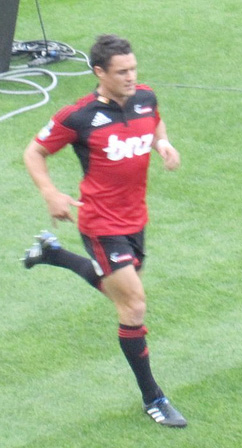
Carter con la maglia dei

Nel 2008 Carter tornò a contribuire alla risalita nel ranking mondiale della Nuova Zelanda, vincendo il Tri Nations e conquistando il suo secondo Slam personale nelle Isole britanniche: con le vittorie sulla Scozia per 32-6, sull'Irlanda per 22-3, sul Galles per 29-9 e infine sull'Inghilterra per 32-6, gli All Blacks tornarono al vertice del ranking IRB, dal quale erano stati estromessi un anno e due mesi prima dal Sudafrica in occasione della vittoria in Coppa del Mondo.
La Federazione neozelandese accordò a Carter un semestre sabbatico da gennaio a giugno 2009, in previsione del quale il giocatore aveva già firmato un contratto a termine con i francesi del Perpignano; Carter, che si era accordato per circa 700 000 euro per sei mesi, si ruppe il tendine di Achille a fine gennaio 2009 dopo solo cinque incontri (uno di Heineken Cup e quattro di campionato), durante un match di Top 14 contro lo Stade français, e fu costretto a saltare tutta la stagione; fu di nuovo disponibile solo ad agosto inoltrato, quando fu schierato per la Nuova Zelanda nel Tri Nations.
Proprio nell'ultimo incontro di tale manifestazione, nonostante la sconfitta per 29-32 contro il Sudafrica che diede la vittoria finale agli Springbok, Carter dapprima raggiunse il traguardo dei 900 punti personali, e successivamente superò il connazionale Andrew Mehrtens in testa alla classifica dei marcatori della competizione con 345 punti totali (il record precedente, prima dell'incontro, era di 329 punti).
Il 2010 fu l'anno in cui Carter raggiunse importanti record personali sia a livello di club sia internazionali: il 2 aprile, durante un 26 pari contro gli Hurricanes, raggiunse il suo millesimo punto in Super Rugby e, dieci giorni più tardi, ne divenne il miglior marcatore a quota 1 022, battendo il precedente record di 1 019 dell'australiano Stirling Mortlock; mille furono pure i punti raggiunti in Nazionale a giugno, in occasione di un 66-28 a New Plymouth contro l'Irlanda.
A novembre dello stesso anno, inoltre, in occasione del tour nelle Isole britanniche che diede alla Nuova Zelanda il terzo Slam in cinque anni e il quarto assoluto, Carter superò una prima volta l'inglese Jonny Wilkinson in cima alla classifica dei marcatori internazionali, raggiungendo quota 1 188 e sopravanzandolo di 10 punti nell'ultimo test match della serie, a Cardiff contro il Galles; Wilkinson riguadagnò la vetta marcando durante il Sei Nazioni 2011, contro la Francia, il suo 1 190º punto, record poi ritoccato a 1 195; Carter riguadagnò definitivamente il primato il 30 luglio successivo a Wellington, nel Tri Nations, contro il Sudafrica, quando raggiunse quota 1 204.
Carter si presentò alla Coppa del Mondo di rugby 2011 come prima scelta del C.T. Graham Henry, ma non terminò il torneo — pur laureandosi alla fine campione del mondo — a causa di una serie di infortuni, dei quali egli fu la prima vittima in ordine cronologico, che misero fuori uso via via tutti i giocatori avvicendatisi nel ruolo di mediano d'apertura: Carter, infatti, si procurò uno stiramento inguinale durante un allenamento in previsione della partita contro l'Argentina, ancora nella fase a gironi; il suo sostituto Colin Slade a sua volta riportò analogo infortunio prima della semifinale contro l'Australia, dando via libera ad Aaron Cruden, primo dei non convocati e richiamato durante il torneo; infine anche Cruden si infortunò durante la finale contro la Francia e il posto di apertura fu dato a Stephen Donald, in origine neppure compreso tra le riserve da richiamare in caso di emergenza e cooptato a causa del forfait di Slade; fu proprio Donald a marcare i punti decisivi che permisero alla squadra neozelandese di laurearsi campione del mondo.
L'infortunio in Coppa del Mondo tenne Carter fuori dal rugby giocato per un semestre intero: solo a inizio marzo del 2012, infatti, il giocatore poté tornare ad allenarsi, e il 24 successivo, a sei mesi esatti dall'ultimo incontro disputato, poté scendere in campo per una gara ufficiale, in Super Rugby contro i Central Cheetahs.
Nel corso della stagione consolidò il primato di punti nel Super Rugby e guidò i Crusaders alla semifinale di torneo, poi persa contro gli Chiefs, alla fine vincitori del titolo, e in Nazionale, vinta la prima edizione del rinnovato Tri Nation, rinominato Rugby Championship dopo l'arrivo dell'Argentina nel torneo, migliorò il record internazionale (oramai senza più la concorrenza di Wilkinson, nel frattempo ritiratosi dalla Nazionale inglese dopo la Coppa del Mondo di rugby 2011 e fermatosi a 1 246 punti) portandolo a quota 1 385 a tutto il 31 dicembre 2012.
A fine 2012 giunse anche, come riconoscimento personale, il suo secondo titolo di miglior giocatore dell'anno dell'International Rugby Board, davanti al suo connazionale Richie McCaw, l'inglese Owen Farrell e il francese Frédéric Michalak.
Carter è il secondo giocatore, dopo il citato McCaw, a vincere più di una volta tale riconoscimento.
Il 16 novembre 2013, durante il tour neozelandese in Europa, giunse a Twickenham contro l'Inghilterra anche il 100º incontro internazionale; Carter è il quinto All Black a raggiungere tale traguardo dopo Richie McCaw, Keven Mealamu, Tony Woodcock e Mils Muliaina.
Il 18 dicembre 2014 fu pubblicato un comunicato che annunciò il raggiungimento di un accordo triennale tra Carter e il club parigino del Racing 92 vigente da dopo la Coppa del Mondo di rugby 2015; l'ingaggio del giocatore si aggira su circa un milione e mezzo di euro a stagione, che resero Carter il rugbista a 15 più pagato della storia della disciplina.
All'ingaggio europeo corrispose anche la fine della carriera internazionale del giocatore: il suo ultimo appuntamento internazionale fu la Coppa del Mondo di rugby 2015 in Inghilterra nel corso della quale fu presente in sei incontri dei sette in cui la sua squadra fu impegnata, marcando 82 punti, tutti al piede: di essi 19 furono marcati nella sua 112ª e ultima partita, la finale del torneo contro l'Australia, vinta per 34-17 che consegnò agli All Blacks il loro terzo titolo mondiale, il secondo per Carter, nell'occasione nominato miglior giocatore dell'incontro.
Con i 19 punti marcati Carter fissò il nuovo record internazionale di punti a 1 598, superiore di 352 a quello del precedente detentore, Jonny Wilkinson.

### Dopo il ritiro internazionale
A seguito delle sue prestazioni nella Coppa, il 1º novembre 2015 ricevette la sua terza investitura a miglior giocatore World Rugby dell'anno; il 31 dicembre successivo fu altresì insignito, per i suoi contributi alla disciplina, dell'onorificenza di ufficiale dell'Ordine al merito della Nuova Zelanda.
Al primo anno a Parigi Carter diede un contributo decisivo al ritorno del Racing alla vittoria nel campionato francese, che mancava da 25 stagioni: dopo averlo guidato fino alla finale, nell'incontro decisivo per il titolo che si tenne al Camp Nou di Barcellona contro Tolone marcò 15 dei 29 punti con cui la sua squadra, in 14 uomini per gran parte dell'incontro, si laureò campione 2015-16.
Al termine della stagione 2017-18 lasciò il Racing 92 per firmare un contratto biennale con il Kōbe Steelers in Top League, lasciando intravedere la possibilità che quello in Giappone sia suo ultimo contratto prima del ritiro definitivo.
Anche a Kōbe Carter vinse il titolo nazionale alla prima stagione: il 17 dicembre 2018, nella finale per il titolo, gli Steelers batterono il Suntory Sungoliath per 55-5, con 13 punti personali per il neozelandese e il riconoscimento di miglior giocatore del torneo.
A giugno 2020, dopo lo svincolo dal Kōbe Steelers che non terminò la stagione a causa della pandemia di coronavirus che impose il blocco di tutte le attività sportive, Carter firmò un contratto per una stagione con la franchise di Auckland dei Blues come rimpiazzo medico a copertura delle carenze di organico per infortunio.
Quella fu la sua ultima stagione da professionista: del 20 febbraio 2021 è, infatti, l'annuncio del suo ritiro definitivo.

### Vita privata
Dan Carter è sposato dal dicembre 2011 con la black stick (hockeista su prato internazionale per la Nuova Zelanda) Honor Dillon; i due sono legati sentimentalmente dal 2003 e si erano conosciuti a 18 anni all'università.
Oltre alla sua attività sportiva, Honor Dillon è stata occasionalmente modella per un marchio di lingerie e ha lavorato come direttore commerciale per l'estero di una nota industria di birra neozelandese.
La coppia ha tre figli, nati nel 2013, 2015 e nel 2019.
In un'intervista del 2015 concessa dopo la vittoria della sua seconda Coppa del Mondo, Carter raccontò di avere preso in considerazione molto seriamente, due anni prima nei postumi di un infortunio al tendine di Achille, il passaggio al football americano in quanto l'allenatore dei New England Patriots Bill Belichick era interessato alle sue prestazioni nel ruolo di calciatore.

## Palmarès
- Coppe del mondo: 2
Nuova Zelanda: 2011, 2015
- Super Rugby: 3
Crusaders: 2005, 2006, 2008
- National Provincial Championship: 4
Canterbury: 2004, 2008, 2009, 2010
- Campionati francesi: 2
Perpignano: 2008-09
Racing 92: 2015-16
- Top League: 1
Kobelco Steelers: 2018-19

## Statistiche
Tutte le statistiche sono aggiornate al 31 ottobre 2015.

### Statistiche di club
| Competizione           | G   | Mt | Tr  | CP  | Dr | Pt    |
| ---------------------- | --- | -- | --- | --- | -- | ----- |
| Campionato provinciale | 28  | 12 | 48  | 48  | 0  | 300   |
| Super Rugby            | 141 | 36 | 287 | 307 | 11 | 1 708 |
| Top 14                 | 45  | 4  | 63  | 80  | 0  | 386   |
| Champions Cup          | 17  | 2  | 23  | 16  | 0  | 104   |
| Top League             | 7   | 4  | 16  | 29  | 0  | 126   |
| Totali                 | 238 | 58 | 437 | 480 | 11 | 2 624 |

### Statistiche internazionali
| Selezione     | G   | Mt | Tr  | CP  | Dr | Pt    |
| ------------- | --- | -- | --- | --- | -- | ----- |
| Nuova Zelanda | 112 | 29 | 293 | 281 | 8  | 1 598 |
| Totali        | 112 | 29 | 293 | 281 | 8  | 1 598 |

| Competizione    | G   | Mt | Tr  | CP  | Dr | Pt    |
| --------------- | --- | -- | --- | --- | -- | ----- |
| Coppa del Mondo | 16  | 3  | 58  | 17  | 3  | 191   |
| Championship    | 41  | 6  | 76  | 120 | 4  | 554   |
| Amichevoli      | 65  | 20 | 159 | 144 | 1  | 853   |
| Totali          | 112 | 29 | 293 | 281 | 8  | 1 598 |

## Momenti salienti della carriera internazionale
| Data              | Luogo                         | Torneo                 | Incontro                          | Performance      | Punti | Evento |
| ----------------- | ----------------------------- | ---------------------- | --------------------------------- | ---------------- | ----- | --- |
| 21 giugno 2003    | Hamilton (Waikato Stadium)    | Tour del Galles 2003   | Nuova Zelanda - Galles 55-3       | 1 mt, 6 tr, 1 cp | 20    | Dan Carter debutta in Nazionale |
| 26 luglio 2003    | Sydney (Stadium Australia)    | Tri Nations 2003       | Australia - Nuova Zelanda 21-50   | 1 mt, 1 tr       | 7     | Esordio nel Tri Nations |
| 11 ottobre 2003   | Melbourne (Docklands Stadium) | Coppa del Mondo 2003   | Nuova Zelanda - Italia 70-7       | 1 mt, 6 tr       | 17    | Esordio in Coppa del Mondo |
| 13 novembre 2004  | Roma (Stadio Flaminio)        | Tour 2004              | Italia - Nuova Zelanda 10-59      | 1 mt., 7 tr      | 19    | Primo incontro nel ruolo di mediano d'apertura                                                                                     |
| 12 settembre 2009 | Hamilton (Waikato Stadium)    | Tri Nations 2009       | Nuova Zelanda - Sudafrica 29-32   | 2 tr, 5 cp       | 19    | Carter raggiunge e supera i 900 punti internazionali; fissa il nuovo record di punti nel Tri Nations a 345                         |
| 21 novembre 2009  | Londra (Twickenham)           | Tour 2009              | Inghilterra - Nuova Zelanda 6-19  | 1 tr, 4 cp       | 14    | Carter supera Andrew Mehrtens e diventa il miglior marcatore internazionale neozelandese con 979 punti                             |
| 12 giugno 2010    | New Plymouth (Yarrow Stadium) | Tour dell’Irlanda 2010 | Nuova Zelanda - Irlanda 66-28     | 7 tr., 1 cp      | 18    | Carter diventa il primo neozelandese a raggiungere e superare i 1000 punti internazionali                                          |
| 27 novembre 2010  | Cardiff (Millennium Stadium)  | Tour 2010              | Galles - Nuova Zelanda 25-37      | 3 tr, 2 cp       | 12    | Carter supera per la prima volta Jonny Wilkinson e diventa il miglior realizzatore internazionale con 1 188 punti                  |
| 30 luglio 2011    | Wellington (Regional Stadium) | Tri Nations 2011       | Nuova Zelanda - Sudafrica 40-7    | 2 tr, 2 cp       | 10    | Carter supera definitivamente Wilkinson e ridiventa il miglior realizzatore internazionale con 1 204 punti                         |
| 16 novembre 2013  | Londra (Twickenham)           | Tour 2013              | Inghilterra - Nuova Zelanda 22-30 | 2 tr, 1 cp       | 7     | Carter è il quinto neozelandese a raggiungere la 100ª presenza internazionale                                                      |
| 31 ottobre 2015   | Londra (Twickenham)           | Coppa del Mondo 2015   | Nuova Zelanda - Australia 34-17   | 2 tr, 4 cp, 1 dg | 19    | Carter vince la Coppa del Mondo 2015 e disputa il suo 112º e ultimo incontro internazionale; fissa il nuovo record di punti a 1598 |